# 道の駅ふなこし
道の駅ふなこし（みちのえき ふなこし）は、岩手県下閉伊郡山田町にある国道45号の道の駅である。愛称は、地元の方言で「行きましょう」を意味する「いぐべす」。

## 解説
岩手県内では39番目の道の駅。1999年（平成11年）5月に開業し同年8月に道の駅として登録された道の駅やまだ（当時の愛称は「ふれあいパーク山田」）の旧施設を活用しており、いったん道の駅の登録を外れた施設が再登録された珍しい例である。
高台に位置することから、道の駅やまだ時代の2011年（平成23年）に発生した東日本大震災では津波の被害を受けなかったため、発災より1週間で営業を再開し、被災した住民に食品・日用品を供給する唯一の店舗として機能した。
当施設の駐車場や売場面積が手狭であったため、道の駅やまだはその後2023年（令和5年）7月23日に町内山田地区へ新築移転したが、当施設は「産直ひろば ふれあいパーク山田」と改称のうえで営業を継続。移転した道の駅やまだとの相乗効果により観光振興を図るため、道の駅再登録に向けて、老朽化した施設の改修や駐車場の拡張などの工事に2024年（令和6年）2月から着手、同年10月に一部がリニューアルされた。
2025年（令和7年）1月31日の第62回道の駅登録において「ふなこし」の名称で道の駅として再登録され、道の駅登録要件となっている24時間利用可能なベビーコーナー、観光案内所や展望テラスなどを備えた「情報提供棟」および防災備蓄倉庫・喫煙所を設置の上、同年7月26日に全面リニューアルオープンした。

## 歴史
- 1999年（平成11年）
  - 5月 - 開業。

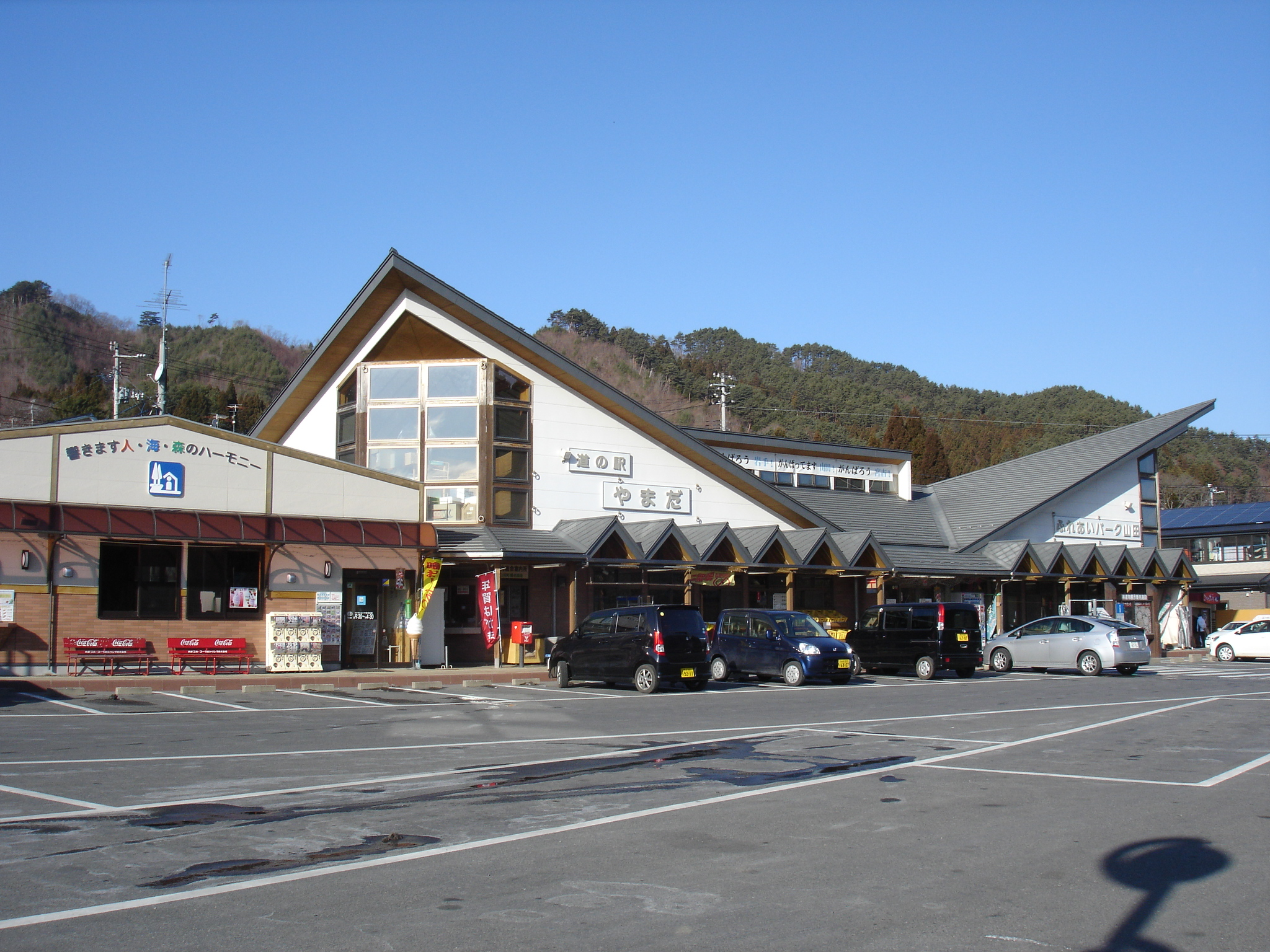
道の駅やまだ時代の当施設（2013年）

  - 8月27日 - 道の駅やまだとして登録。
- 2023年（令和5年）7月23日 - 道の駅やまだの移転に伴い道の駅としては廃駅となり、「産直ひろば ふれあいパーク山田」に改称。
- 2024年（令和6年）
  - 2月 - 再度の道の駅登録に向け「道の駅登録・案内要綱」規定適合化を含めた施設改修工事に着手。
  - 10月19日 - 食堂・販売施設のリニューアルが完了[10]。
- 2025年（令和7年）
  - 1月31日 - 国土交通省より第62回道の駅登録において「ふなこし」として登録[1][2]。
  - 7月26日 - リニューアルオープン[3][4]。

## 所在地
- 〒028-1371 岩手県下閉伊郡山田町船越6-141

## 施設
出典：公式サイト「施設概要」
- 駐車場 51台
  - 普通車：40台（うち障がい者用 2台）
  - 大型車：4台
  - EV充電スタンド 1台
- トイレ
  - 男性：小 8器、大 3器
  - 女性：4器
  - 多目的トイレ：1器（オストメイト対応）
- 展示販売施設
- 食堂（休憩所）
- 情報提供施設
- 子育て応援施設
- 展望テラス
- 喫煙所
- バス停
- 郵便ポスト
- 防災倉庫

### バス停留所
停留所名は、道の駅やまだ時代が「道の駅やまだ」、道の駅やまだ移転後は「ふれあいパークやまだ」を経て、2025年7月1日より「道の駅ふなこし」となっている。

#### 高速バス
道の駅やまだ時代より、当施設から岩手県北バスが東京方面の夜行高速バスを運行しており、道の駅やまだ移転後も引き続き乗り入れを行っている。
- 岩手県北バス「MEX宮古・盛岡」

かつては岩手県交通と国際興業バスの共同運行による「遠野・釜石号」も当施設に乗り入れていたが、新型コロナウイルス感染症の影響により2020年4月9日から運休後、2024年3月31日をもって廃止された。

#### 路線バス
岩手県北バスの停留所がある。かつては岩手県交通の路線も乗り入れていたが、2019年3月31日の運行をもって廃止された。それまでは当施設の停留所を境に北側が岩手県北バス、南側が岩手県交通の路線となっていたため、当施設が乗り換え地点となっていた。

## アクセス
- 国道45号 - 登録路線
- E45 三陸沿岸道路 45 山田南ICから約2 km[6]。

## 周辺
- 三陸鉄道リアス線 岩手船越駅
- 鯨と海の科学館
- 船越公園
- 船越家族旅行村
- 浦の浜海水浴場
- 船越漁港